# 15 años y un día
15 años y un día es una película dramática española estrenada en 2013 y dirigida por Gracia Querejeta. Se presentó en la 16.ª edición del Festival de Málaga de Cine Español, compitiendo en la sección oficial y logrando la Biznaga de Oro a la Mejor Película.
El título de la película es ambiguo. Se refiere a la condena que puede suponer la adolescencia de un muchacho para sus padres, o a la pena que un juez puede imponer por un delito.
Fue estrenada en los cines de España el 7 de junio de 2013, anunciándose el 9 de septiembre que, junto a La gran familia española, Alacrán enamorado y Caníbal, era una de las cuatro películas candidatas a representar a España en la 86 edición de los Premios Óscar en la categoría de mejor película de habla no inglesa, gala que se celebraría el domingo 2 de marzo de 2014 en el Dolby Theater de Hollywood (Los Ángeles). Por otro lado, también fue uno de los filmes preseleccionados para participar en la edición 56.ª de los Premios Ariel de la Academia de México junto a La gran familia española y Caníbal.

## Sinopsis
Drama que gira en torno a Jon (Arón Piper), un quinceañero conflictivo y desobediente que empieza a juntarse con malas compañías. Para remediar esta complicada situación, y a raíz de una expulsión en el colegio, su madre (Maribel Verdú), decide enviarlo con su abuelo (Tito Valverde), un militar ya retirado que ejerció en la Guerra de Bosnia. El estricto anciano intentará encauzar al chico a través de distintos cauces de educación y disciplina.

## Reparto
- Tito Valverde como Max.
- Maribel Verdú como Margo.
- Arón Piper como Jon.
- Belén López como inspectora Aledo.
- Susi Sánchez como Cati.
- Boris Cucalón como Toni.
- Pau Poch como Nelson.
- Sofía Mohamed como Elsa.
- Nerea Mazo como Nera.

## Taquilla
Pese a los bajos registros de espectadores que se vinieron repitiendo en las salas de cine español durante el año 2013, 15 años y un día logró rentabilizar su Biznaga de Oro y consiguió el quinto puesto de las películas más vistas durante el fin de semana de su estreno con una recaudación de 174.520 euros.
La cifra la convirtió en el segundo mejor estreno de esa semana y en el filme con los datos más positivos en taquilla de las que llegaron a la cartelera tras el Festival de Málaga. La película de Gracia Querejeta, que narra la historia de un adolescente conflictivo que es enviado con su abuelo exmilitar, ha superado los registros de La mula (164.197 euros en su primer fin de semana y que contó con una gran campaña en redes sociales por la presencia de Mario Casas en el reparto), el drama La estrella (38.565 euros) y el 'thriller' Hijo de Caín (124.056 euros), según los datos recogidos por IMDb.com. Aunque ninguno de los registros sea espectacular, los de la película de Gracia Querejeta son positivos si se tiene en cuenta que durante esas mismas semanas se volvió a rozar el mínimo del año en recaudación, con apenas 4 millones de euros en global, cuando en abril del mismo año, la media de los fines de semana alcanzó los 8 millones.

## Palmarés cinematográfico
XXVIII edición de los Premios Goya
| Categoría                | Persona                                                                | Resultado |
| ------------------------ | ---------------------------------------------------------------------- | --------- |
| Mejor película           | Mejor película                                                         | Nominada  |
| Mejor directora          | Gracia Querejeta                                                       | Nominada  |
| Mejor actor protagonista | Tito Valverde                                                          | Nominado  |
| Mejor actriz de reparto  | Maribel Verdú                                                          | Nominada  |
| Mejor actriz revelación  | Belén López                                                            | Nominada  |
| Mejor canción original   | Rap 15 años y un día Arón Piper Cecilia Fernández Blanco Pablo Salinas | Nominados |
| Mejor fotografía         | Juan Carlos Gómez                                                      | Nominado  |

Festival de Málaga de Cine Español
| Categoría                                         | Persona                                   | Resultado |
| ------------------------------------------------- | ----------------------------------------- | --------- |
| Biznaga de Oro a la Mejor Película                | Biznaga de Oro a la Mejor Película        | Ganadora  |
| Biznaga de Plata al Premio de la Crítica          | Biznaga de Plata al Premio de la Crítica  | Ganadora  |
| Biznaga de Plata al Mejor Guion                   | Gracia Querejeta y Antonio Santos Mercero | Ganadores |
| Biznaga de Plata a la Mejor banda sonora original | Pablo Salinas                             | Ganador   |

Premios José María Forqué
| Categoría              | Persona                | Resultado |
| ---------------------- | ---------------------- | --------- |
| Mejor película del año | Mejor película del año | Nominada  |

Premios ASECAN
| Categoría                                         | Persona                                           | Resultado |
| ------------------------------------------------- | ------------------------------------------------- | --------- |
| Mejor película española (sin producción andaluza) | Mejor película española (sin producción andaluza) | Nominada  |
| Mejor interpretación femenina                     | Belén López                                       | Nominada  |